# حليب جوز هند
حليب جوز الهند (بالإنجليزية:coconut milk)هو سائل معتم أبيض حليبي يُستخرج من اللب المبشور لجوز الهند الناضج. يرجع السبب في عدم شفافية حليب جوز الهند وطعمه الغني إلى محتواه العالي من الزيت، ومعظمها عبارة عن دهون مشبعة، حليب جوز الهند مكون غذائي تقليدي مستخدم في جنوب شرق آسيا، أوقيانوسيا ، جنوب آسيا، وشرق أفريقيا. كما أنها تستخدم لأغراض الطهي في منطقة البحر الكاريبي، أمريكا اللاتينية الاستوائية، وغرب أفريقيا، حيث تم إدخال جوز الهند خلال الحقبة الاستعمارية.

## الفرق بين حليب جوز الهند وماء جوز الهند

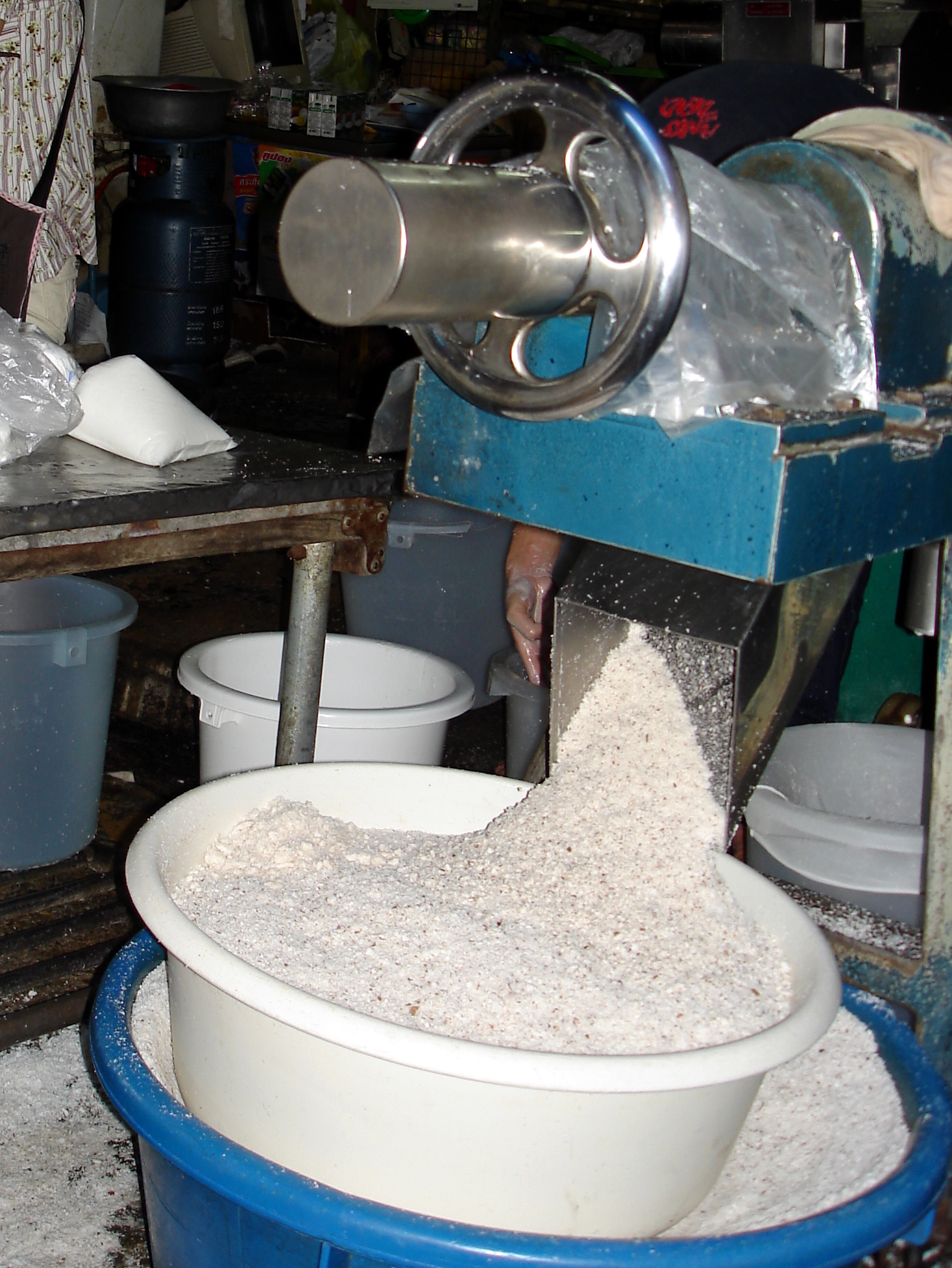
إنتاج حليب جوز الهند

قد يخلط العديد من الناس بين حليب جوز الهند وماء جوز الهند، ولكن هناك فرق بينهما، فماء جوز الهند هو السائل الطبيعي الموجود داخل ثمرة جوز الهند، بينما حليب جوز الهند يتم صنعه من اللب الأبيض كما ذُكِر سابقاً.

## طريقة التحضير
- يُبَشَّر لب جوز الهند الأبيض إلى رقائق.
- ينقع لب جوز الهند المبشور في الماء المغلي حتى يكتسب الماء لون الحليب ويُترَك حتى يبرد، وخلال هذه المرحلة ستظهر كريمة جوز الهند وترتفع إلى سطح الماء، فيمكن أخذها واستخدامها في الحلويات، وأيضًا يمكن تجفيفها وتحويلها إلى مسحوق حليب جوز الهند الذي يتمتع بفترة صلاحية أطول، تُعالَج عن طريق إضافة المالتوديكسترين والكازين إلى كريمة جوز الهند لتحسين السيولة ثم يُجفَّف الخليط بالرش، بعد ذلك يُعبَّأ المسحوق في عبوات مقاومة للرطوبة. للاستخدام، ببساطة قم بإضافة الماء إلى مسحوق حليب جوز الهند.[6]
- يوضَع في منخل ويصفَّى من شوائب جوز الهند المبشور، ويُعصَر ما تبقى من الحليب فيها، وينتج حليب جوز الهند الأبيض، ومن ثم يستخدم بطريقة مباشرة أو لتحضير وصفة يكون الحليب أحد مكوناتها.

ويمكن صنع الحليب باستخدام الخلاط، فتوضَع رقائق جوز الهند ومعها ماء في خلاط وخلطها، ومن ثم تصفية الحليب عن بقايا اللب.

## الفوائد
لبُّ جوز الهند غني بالألياف والفيتامينات، مثل: (c) و(E) و(B1) و(B3) و(B5) و(B6)، وأيضاً الحديد والصوديوم والكالسيوم والفسفور.
يعمل حليب جوز الهند أيضاً على:
- خفض ضغط الدم والكوليسترول.
- بناء العضلات.
- يساعد على إنقاص الوزن.
- تحسين الهضم وتخفيف الإمساك.
- منع القرحة والتهاب المفاصل.
- تقوية المناعة.
- تحسين صحة القلب والأوعية الدموية.

بالإضافة إلى أن حليب جوز الهند خالٍ من اللاكتوز، فيمكن أن يكون بديلاً للأشخاص الذين يعانون من عدم تحمل اللاكتوز.

## القيمة الغذائية
يحتوي حليب جوز الهند في حصة 100 مليلتر (مل) على 230 سعر حراري و68٪ ماء ، 24٪ دهون إجمالية ، 6٪ كربوهيدرات ، و2٪ بروتين (انظر الجدول). تشتمل تركيبة الدهون على 21 جرامًا من الدهون المشبعة ، نصفها من حمض اللوريك.[10]
حليب جوز الهند هو مصدر غني (20٪ أو أكثر من القيمة اليومية ، DV) من المنغنيز (44٪ DV) ومصدر مناسب (10-19٪ DV) من الفوسفور ، الحديد ، والمغنيسيوم.(انظر الجدول).

## التخزين
إذا كان حليب جوز الهند طازجاً فيجب استخدامه في نفس يوم صنعه، أو تخزينه في الثلاجة لمدة تصل لأربعة أيام.
أما بالنسبة للحليب المُعلَّب فيمكن تخزينه لمدة طويلة في درجة حرارة الغرفة، وعند فتحه فيجب نقل الحليب إلى الثلاجة داخل علبة مغلقة، واستخدامه خلال أيام قليلة.

## حليب جوز الهند المعلب

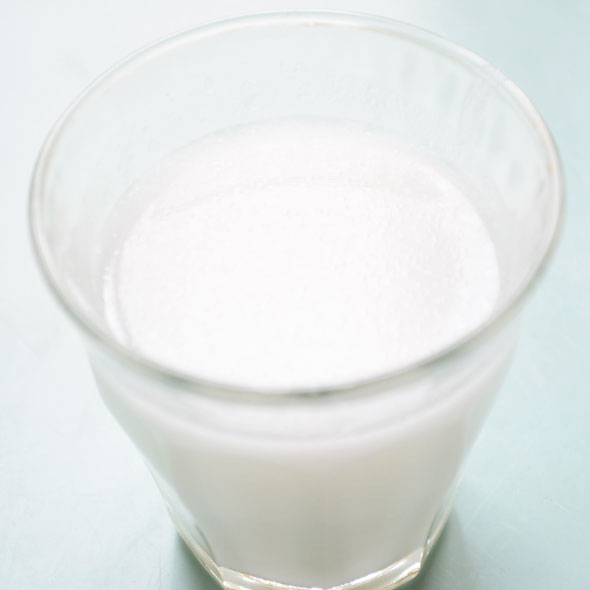
حليب جوز الهند

تقوم الشركات المصنعة لحليب جوز الهند المعلب عادة بالجمع بين الحليب الرقيقة والسميك، مع إضافة الماء كمادة مالئة.

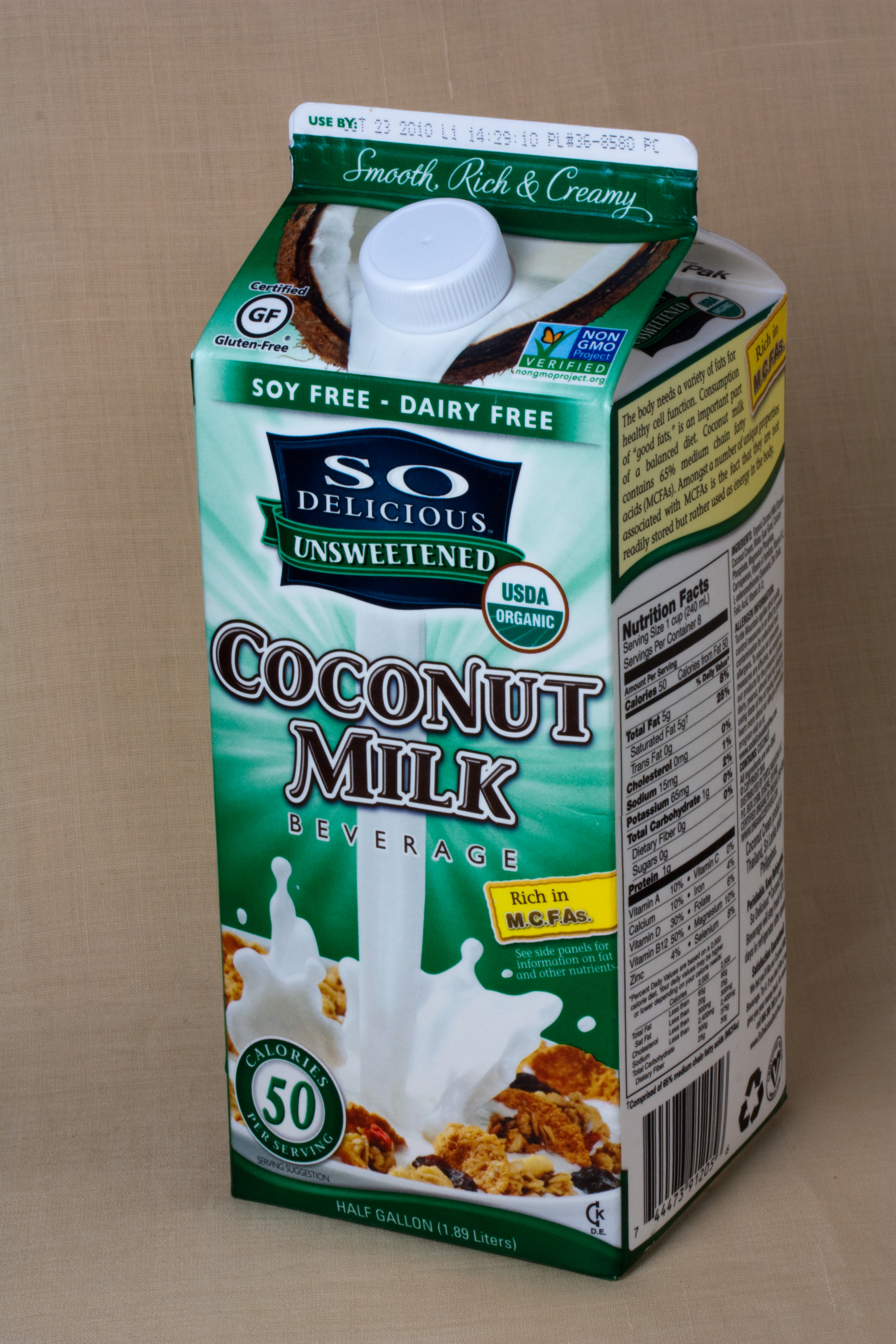
علبة من حليب جوز الهند

يتوقف ذلك على نوع وعمر الحليب نفسه، فهو أكثر سمكا وأكثر عجينة بشبه الاتس
اق ويتحرك إلى أعلى العلبة حين يكون جديدا، ويفصل في بعض الأحيان، ويستخدم في الوصفات التي تتطلب كريم جوز الهند بدلا من حليب جوز الهند. ويمكن قبل فتحه ان يتحول إلى مادة دسمة. بعض العلامات التجارية التي تباع في الدول الغربية إضافة سماكة وكلاء لمنع الحليب من فصل داخل العلبة، ومنذ انفصال يميل إلى يساء تفسيرها على أنها مؤشرا على التلف من قبل أشخاص غير مألوف مع حليب جوز الهند.
وعند فتحها تكون علب حليب جوز الهند محتاجة أن توضع في جهاز التبريد وعادة ما تكون صالحة فقط لبضعة أيام. وفي حالة عدم القيام بذلك يتحول الحليب للبن رائب ويفسد بسهولة.
يتمتع حليب جوز الهند الطازج بخاصية الثبات والطعم المشابه لطعم حليب البقر إذا وقع اعداده بشكل صحيح، ويفضل ألا يكون له رائحة جوز الهند أو على الاقل بشكل طفيف. ويمكن استهلاكه كحليب للشرب في حد ذاته، أو يستخدم كبديل للحليب في الشاي والقهوة.

## الاستخدامات

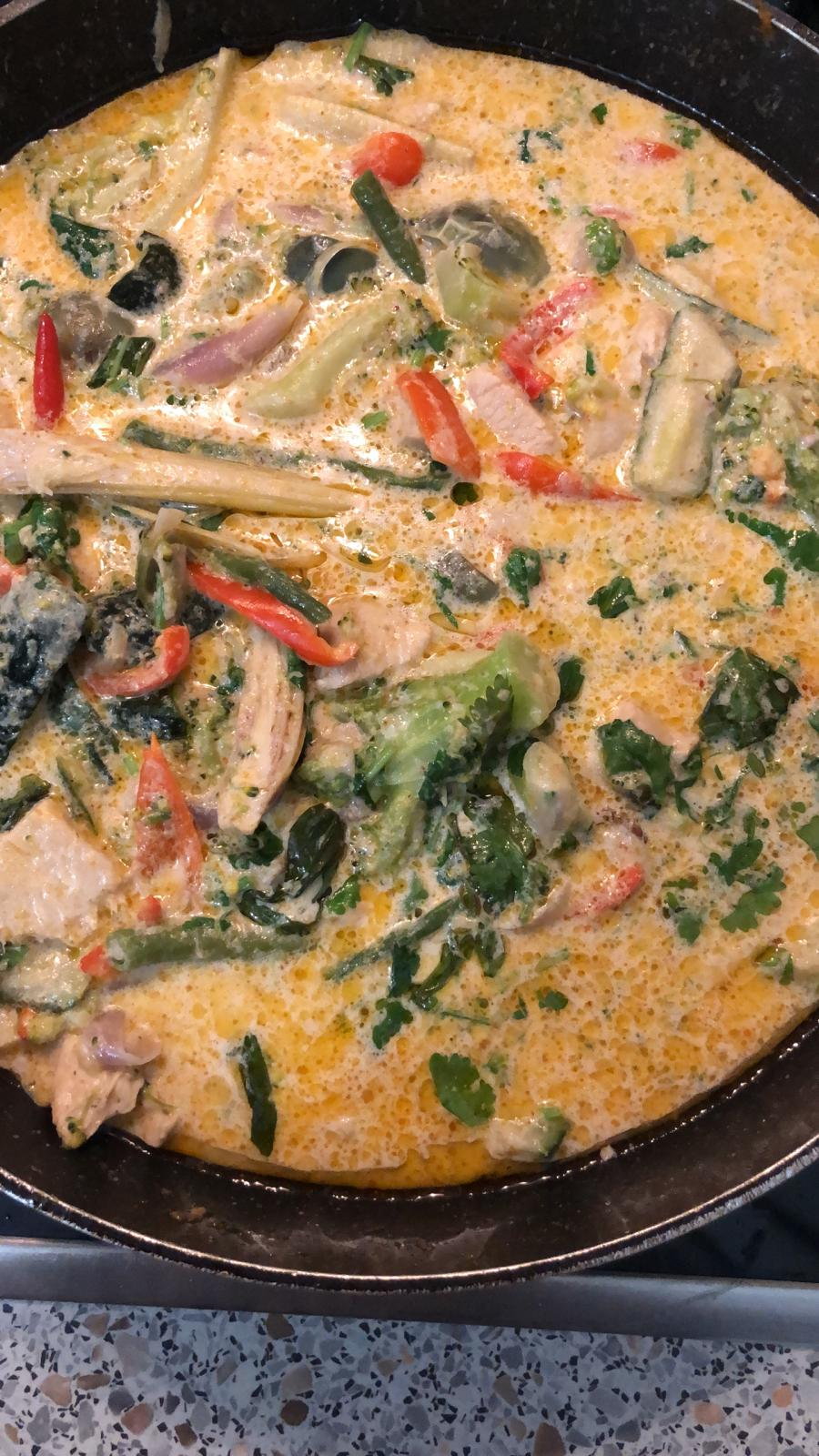
استخدام حليب جوزالهند في الحساء

إضافةً إلى شربه، يمكن استخدام حليب جوز الهند في أشياء أخرى، مثل:
- عمل أرز بحليب جوز الهند.
- صنع مثلجات جوز الهند.
- صنع الفطائر والحلويات.
- صنع العصائر والكوكتيل.
- استخدامه في الحساء.
- استخدامه كصلصة للدجاج مع الكاري.[5][15][16]
- يستخدم حليب جوز الهند أيضًا على نطاق واسع لمنتجات الألبان المعبأة. حيث تُمزَج مع حليب الألبان (عادةً الحليب الخالي من الدسم أو الحليب المجفف) لزيوتها النباتية والبروتينات التي تعمل كبدائل لدهن الزبدة باهظة الثمن في بعض منتجات الألبان المصنعة.[6]مشروب كِندول (Cendol)

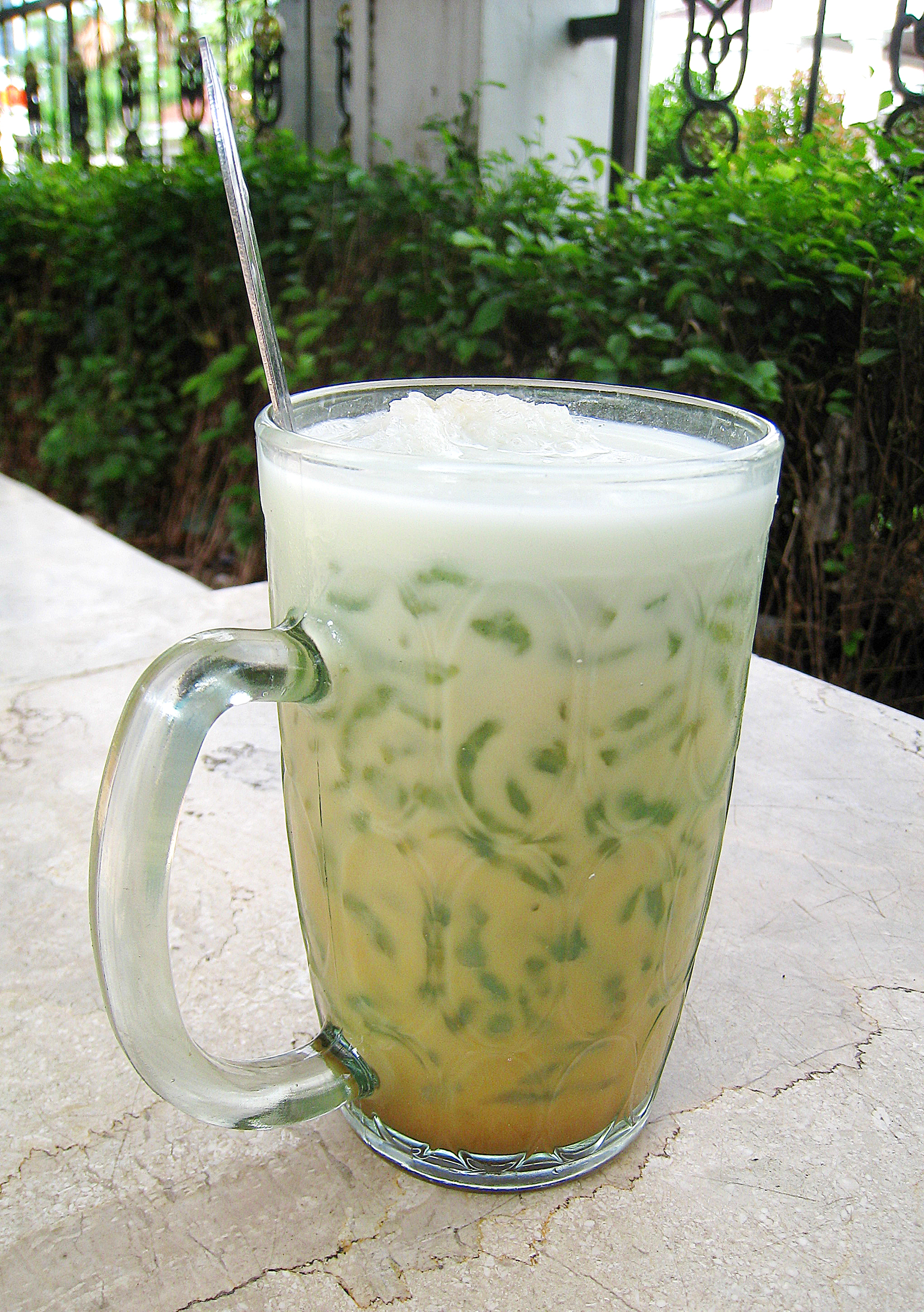
مشروب كِندول (Cendol)

### المشروبات
في جنوب شرق آسيا، يستخدم حليب جوز الهند لصنع العديد من المشروبات التقليدية. كِندول (Cendol) هو مشروب مثلج شهير في هذه المنطقة يحتوي على حليب جوز الهند المُبرد والهُلام الأخضر المصنوع من دقيق الأرز. يستخدم حليب جوز الهند أيضًا في المشروبات الساخنة مثل (Bandrek) و(bajigur)، وهما مشروبان شهيران في إندونيسيا. حليب جوز الهند المحلى وحليب جوز الهند المخفف بالماء هما من المشروبات المشهورة لجوز الهند في جنوب الصين وتايوان. غالبًا ما يتم إضافة اللب الذي يشبه الهُلام من داخل جوز الهند إلى ماء جوز الهند لصنع مشروب استوائي.

#### استخدامات أخرى
يستخدم حليب جوز الهند للعناية بالشعر، ويعد من الوصفات الطبيعية التي قد تساعد على تحسين صحة ومظهرالشعر، وتعود الفوائد المحتملة لماسك حليب جوز الهند للشعرلاحتوائه على مجموعة متنوعة من العناصر الغذائية التي قد تساعد على تحسين صحة الشعر وفروة الرأس، مثل: فيتامين هـ والبوتاسيوم.

## دول الانتشار
يستخدم حليب جوز الهند في الأغلب في الدول المدارية مثل بورما وكمبوديا والفلبين والهند وإندونيسيا وماليزيا وسنغافورة وسريلانكا وتايلاند والبرازيل وجزر المحيط الهادي. ويستخدم في غالب الأحيان لجعل صلصة الكاري تتخثر كالقشطة وفي غيرها من الوصفات.

## التجارة
يتم إنتاج جوز الهند على نطاق واسع في المناخات الاستوائية ويتم تصديره عالميًا كمنتجات معلبة، في أغلب الأحيان إلى أمريكا الشمالية وأوروبا.